# György Kozmann
Gyorgy Kozmann (23 mars 1978 à Szekszárd) est un céiste hongrois pratiquant la course en ligne.